# Feminaria
Feminaria fue una revista de teoría feminista que comenzó a publicarse en 1988 en Buenos Aires, Argentina. Incluía ensayos, bibliografías, notas, entrevistas, y secciones sobre mujeres y medios de comunicación.
La sección de crítica literaria llegó a formar otra revista que se llamó «Feminaria Literaria» y estuvo dedicada a la teoría y crítica sobre la literatura de mujeres, especialmente las de América Latina.
En el año 2008, con motivo de cumplirse veinte años de la publicación de su primer número, la 
Legislatura de la Ciudad de Buenos Aires la declaró «de Interés Social y Cultural de la Ciudad Autónoma de Buenos Aires».

## Historia
El primer número de la revista Feminaria se publicó en la Ciudad de Buenos Aires, Argentina, en el mes de julio de 1988.
La revista se publicó en Buenos Aires desde 1988 hasta el 2007 con un total de treinta y un números, y una frecuencia de entre uno y tres números por año, siendo la última publicada como «Año XVI, N° 30/31». A partir del año 1999 los números fueron dobles, publicándose juntos una vez al año.
Las tapas de Feminaria fueron realizadas por artistas argentinas y sus contratapas estaban dedicadas al humor.
Según se puede leer en todos los ejemplares de Feminaria:

El nombre de nuestra revista viene del título del libro de cultura y sabiduría de mujeres que leen y escriben las protagonistas de la novela Les guèrrillères, de Monique Wittig.

Feminaria es feminista pero no se limita a un único concepto del feminismo. Se publica tres veces al año y se considerará toda escritura que no sea sexista, racista, homofóbica o que exprese otro tipo de discriminación.

La revista se reserva el derecho de emancipar el lenguaje de cualquier elemento sexista -por ejemplo, el hombre como sinónimo de humanidad- en los artículos entregados.

Consideramos que la relación entre el poder y el saber también se expresa a través del ejercicio del idioma.

Según el diario patagónico Río Negro:

Su desaparición significaba la pérdida de un espacio insustituible para los estudios y las experiencias de las mujeres.

En 2012 se firmó un Convenio Marco de Cooperación y Colaboración Institucional entre la Defensoría del Pueblo porteña y la Biblioteca y Centro de Documentación Feminaria con el propósito de la utilización en forma gratuita por parte de la Defensoría del material de la Biblioteca y Centro de Documentación Feminaria.

## Responsables
| # | Cargo                          | Responsable        | Duración |
| - | ------------------------------ | ------------------ | -------- |
| 1 | Directora                      | Lea Fletcher       |          |
| 2 | Consejo de dirección           | Diana Bellessi     |          |
| 3 | Consejo de dirección           | Alicia Genzano     |          |
| 4 | Consejo de dirección           | Diana Maffía       |          |
| 5 | Consejo de dirección           | Jutta Marx         |          |
| 6 | Consejo de Feminaria Literaria | Marcela Castro     |          |
| 7 | Consejo de Feminaria Literaria | Silvia Jurovietzky |          |
| 8 | Área de traducción             | Márgara Averbach   |          |
| 9 | Logotipo de tapa               | Tite Barbuzza      |          |

## Pionera
La revista tuvo género en sus títulos desde 1990. Se empleaban los términos: historia de género latinoamericana, perspectiva de género, «relaciones de género», teoría de género, violencia de género, género y tecnología, género y ciencia, «género y ambiente», «género y literatura», «género y academia», «género y deseo», etc.
La revista ha dedicado buena parte de sus publicaciones al análisis de la escritura de escritoras/es que «no sean sexistas, racistas, homofóbicas o que exprese otro tipo de discriminación» y a la difusión de las nuevas corrientes contemporáneas sobre el género.

## Editorial Feminaria
Feminaria editora se presentó en 1992 con la traducción del libro «Feminismo/postmodernismo» de Linda Nicholson. Publicó una veintena de títulos de escritoras como Ursula Le Guin, Diana Bellesi, Giulia Colaizzi, Haydée Birgin, Francine Masiello, Isabel Monzón entre otras.

## Biblioteca Feminaria
El «Consorcio de Bibliotecas» funciona en el Centro Cultural Tierra Violeta, cuyo proyecto de es propiciar y estimular la alianza entre mujeres a través de los hechos, y donde se aloja el fondo editorial de «Feminaria Editora» y la colección completa de la «Revista Feminaria», junto con las bibliotecas personales de reconocidas feministas argentinas, entre las que se destacan la Biblioteca Personal Lea Fletcher, Biblioteca Personal Lili Soza de Newton, Biblioteca Católicas por el Derecho a Decidir y Biblioteca Diana Maffía.